# 山鹿灯籠民芸館
山鹿灯籠民芸館（やまがとうろうみんげいかん）は、熊本県山鹿市にある伝統的建築物。2002年（平成14年）に国の登録有形文化財に登録されている。

## 概要
鉄筋コンクリート2階建ての建物は1925年（大正14年）に安田銀行山鹿支店として建てられたもので、1932年（昭和7年）から1973年（昭和48年）までは肥後銀行山鹿支店として使われていた。この建物を山鹿市が譲り受け、1987年（昭和62年）4月に山鹿灯籠の情報発信施設として開業した。館内では山鹿灯籠まつりで知られる金灯籠が100個吊り下げられているのをはじめ、宮造りや座敷造りなどの灯籠作品が展示されているほか、これまでの山鹿灯籠まつりの写真やポスター、また制作で使用される道具なども紹介されており、山鹿灯籠の歴史的・技術的背景が学べるようになっている。また、別館では若手職人による制作実演も行っているほか、工芸ワークショップが随時行われており、参加者は制作した灯籠を持ち帰ることができる。
建物は2002年（平成14年）6月25日に国の登録有形文化財に登録されている。銀行として使用されていた時代はその大部分を営業室とし，西側に事務室等を設けていた。外観はイオニア式風のデザインだが、玄関上部の装飾など細部に特色が見られる。また、天井には、江戸時代に「御前の湯」（さくら湯の前身）の天井に描かれていた狩野洞容（細川藩の絵師とされる）作とされる「双龍の絵」が飾られている。

## 利用情報
- 所在地

熊本県山鹿市大字山鹿1606-2
- 入館料

一般300円、小中学生150円
- 開館時間

9時00分 - 17時00分
- 休館日

12月29日～1月1日

## 周辺
- 山鹿温泉
- 八千代座
- さくら湯

## 交通アクセス
- 熊本桜町バスターミナル、玉名駅、新玉名駅のいずれかから九州産交バス山鹿温泉ゆきに乗車し「山鹿温泉（八千代座入口）」下車。
- 九州自動車道植木インターチェンジから12㎞、菊水インターチェンジから9.5㎞。

## ギャラリー

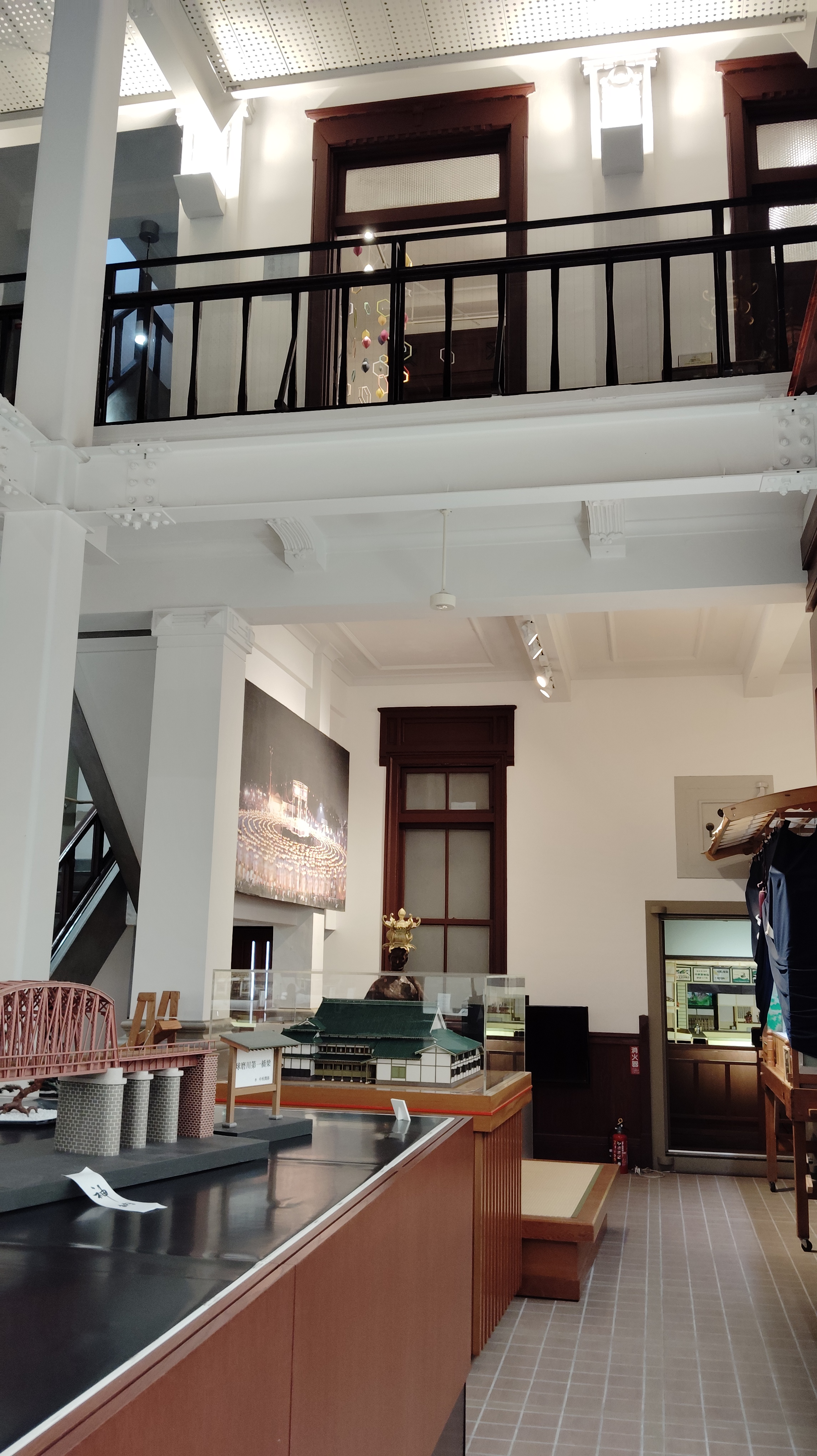
1階の様子
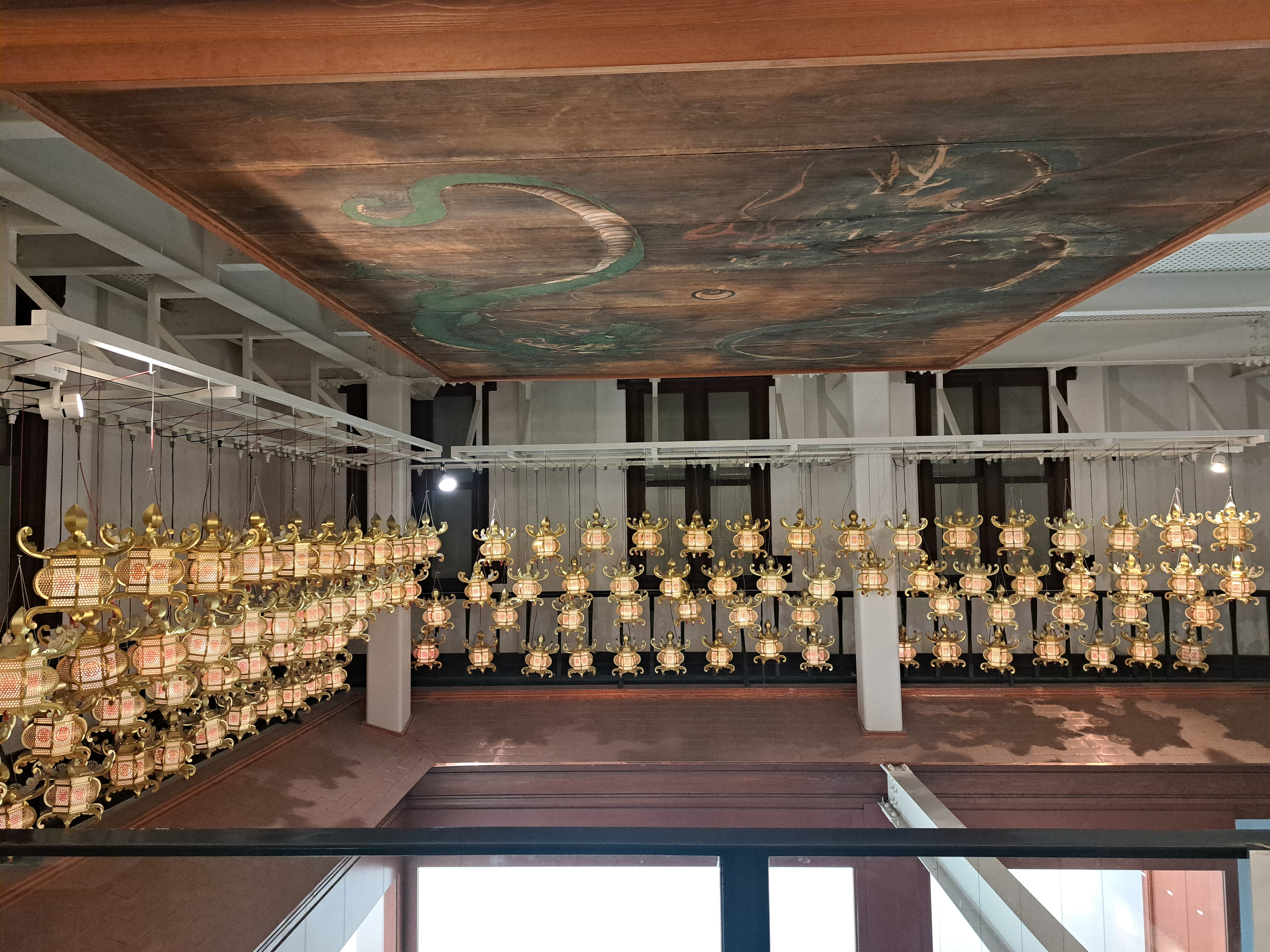
2階の天井と山鹿灯籠